# Donal Joseph Murray
Donal Joseph Murray CSSp (* 11. Februar 1918 in Limerick, Vereinigtes Königreich Großbritannien und Irland; † 14. August 1999 in Dublin) war ein irischer Ordensgeistlicher und römisch-katholischer Bischof von Makurdi.

## Leben
Donal Joseph Murray besuchte die Schule der Christian Brothers in Limerick. Anschließend trat er in Cheshire der Ordensgemeinschaft der Christian Brothers bei. Als Laienbruder unterrichtete Murray von 1936 bis 1939 am St. Brendan’s College in Bristol. Später trat er der Ordensgemeinschaft der Spiritaner bei und studierte ab 1940 Katholische Theologie am St Mary’s College in Castlehead. Murray legte am 2. Oktober 1942 die Profess ab und empfing am 7. April 1946 das Sakrament der Priesterweihe.
1946 wurde Donal Joseph Murray als Missionar in die Apostolische Präfektur Oturkpo entsandt, wo er bis 1949 als Pfarrvikar in Gboko wirkte. Anschließend setzte Murray seine Studien am University College Dublin fort. 1953 kehrte er nach Nigeria zurück und wurde Direktor der St. Michael’s Secondary School in Korinya. Ab 1958 war Murray als Direktor des St. Augustine’s Teachers Training College in Lafia tätig.
Am 11. Januar 1968 ernannte ihn Papst Paul VI. zum Bischof von Makurdi. Der Bischof von Nottingham, Edward Ellis, spendete ihm am 29. März desselben Jahres in der Kathedrale von Nottingham die Bischofsweihe; Mitkonsekratoren waren der Bischof von Lancaster, Brian Charles Foley, und der emeritierte Bischof von Makurdi, James Hagan CSSp.
Papst Johannes Paul II. nahm am 2. Juni 1989 das von Donal Joseph Murray vorgebrachte Rücktrittsgesuch an. Er kehrte nach Irland zurück und war als Kaplan der Sisters of Charity in Dublin tätig.